# Midnight Mary
Midnight Mary is een Amerikaanse dramafilm uit 1933 onder regie van William A. Wellman. Destijds werd de film in Nederland uitgebracht onder de titel Verwikkelde levens.

## Verhaal
De 20-jarige Mary staat terecht voor moord en ze blikt terug op haar leven. Als wees moet ze knokken om te overleven. Ze komt in aanraking met de bendeleider Leo. In een bordeel maakt ze kennis met de jonge advocaat Tom, die haar helpt om haar bestaan een nieuwe wending te geven. Toch kan ze haar verleden niet achter zich laten.

## Rolverdeling
| Acteur                 | Personage          |
| ---------------------- | ------------------ |
| Loretta Young          | Mary               |
| Ricardo Cortez         | Leo                |
| Franchot Tone          | Tom                |
| Andy Devine            | Sam                |
| Una Merkel             | Bunny              |
| Frank Conroy           | Openbare aanklager |
| Warren Hymer           | Angelo             |
| Ivan F. Simpson        | Tindle             |
| Harold Huber           | Puggy              |
| Sandy Roth             | Blimp              |
| Martha Sleeper         | Barbara            |
| Charley Grapewin       | Klerk              |
| Halliwell Hobbes       | Churchill          |
| Robert Emmett O'Connor | Agent              |